# Stenotarsus vulpes
Stenotarsus vulpes es una especie de coleóptero de la familia Endomychidae.

## Distribución geográfica
Habita en Perú.